# ميشيل فايلانت موجيني
ميشيل فايلانت موجيني (3 فبراير 1996 بياوندي في الكاميرون - ) هو لاعب كرة قدم كاميروني في مركز الهجوم. لعب مع ملادوست لوتشاني.

## وصلات خارجية
- ميشيل فايلانت موجيني على موقع قاعدة بيانات كرة القدم.إي يو (الإنجليزية)
- ميشيل فايلانت موجيني على موقع Soccerbase.com (لاعب) (الإنجليزية)
- ميشيل فايلانت موجيني على موقع Soccerway.com (الإنجليزية)